# Verwaltungsgemeinschaft Oberbergkirchen
Die Verwaltungsgemeinschaft Oberbergkirchen liegt im oberbayerischen Landkreis Mühldorf am Inn und wird von folgenden Gemeinden gebildet:
1. Lohkirchen, 852 Einwohner, 14,94 km²
2. Oberbergkirchen, 1724 Einwohner, 27,52 km²
3. Schönberg, 1132 Einwohner, 25,33 km²
4. Zangberg, 1161 Einwohner, 9,83 km²

Sitz der Verwaltungsgemeinschaft ist Oberbergkirchen.